# Michał Bar
Michał Bar (ur. 19 czerwca 1989 w Ostrowcu Świętokrzyskim) – polski waterpolista, wychowanek KSZO Ostrowiec Świętokrzyski. Obecnie zawodnik ŁSTW Łódź oraz kadry narodowej seniorów w piłce wodnej.
Absolwent liceum ogólnokształcącego nr II im. Joachima Chreptowicza w Ostrowcu Świętokrzyskim i Uniwersytetu Łódzkiego.
Kilkukrotny finalista mistrzostw Europy juniorów oraz wielokrotny medalista Mistrzostw Polski zarówno w barwach KSZO Ostrowiec Świętokrzyski jak i w ŁSTW Łódź.